# Höhlenmühlen von Le Locle

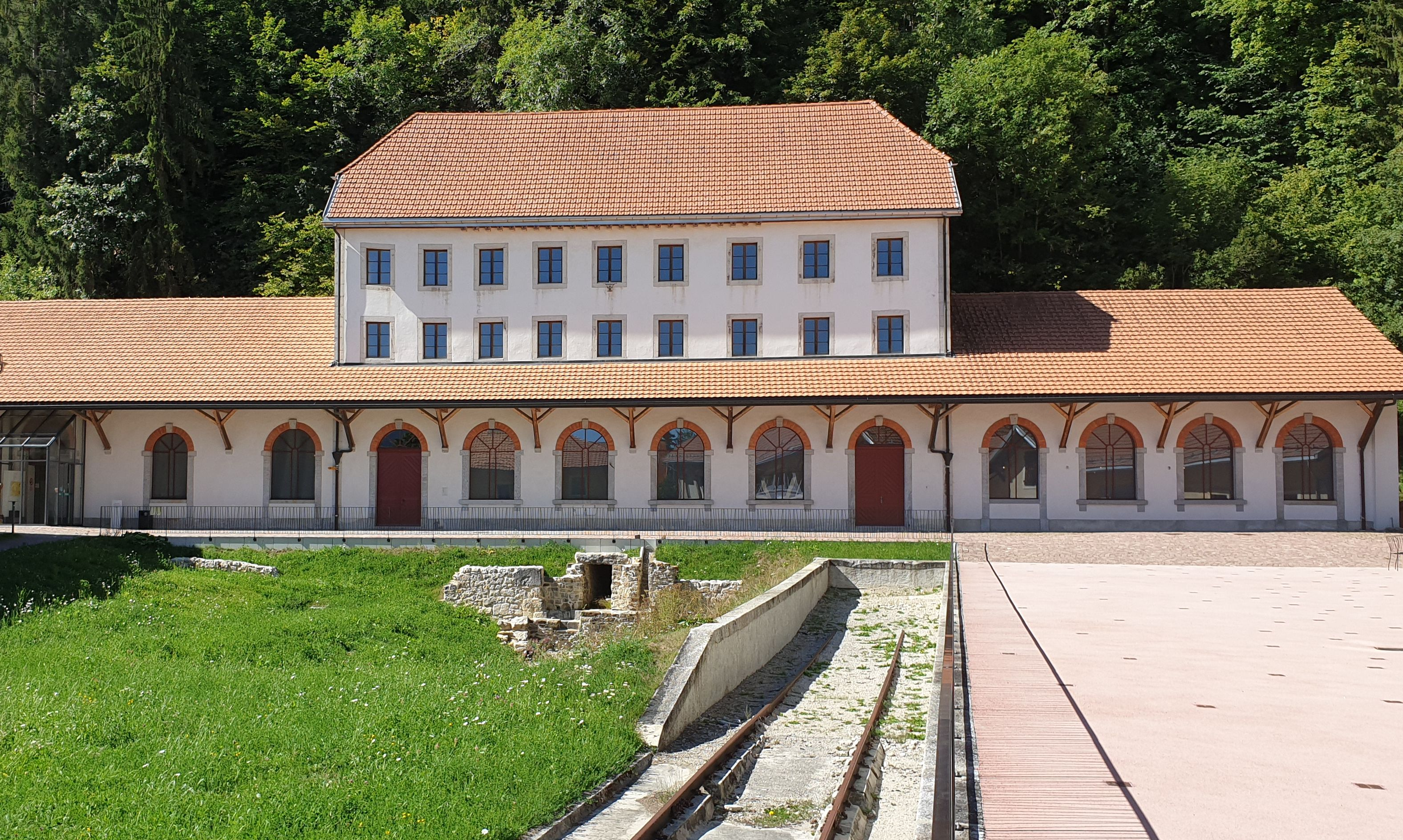
Oberirdisches Gebäude (ehemals Schlachthaus) als Museum und Eingang zur Höhle (2019)

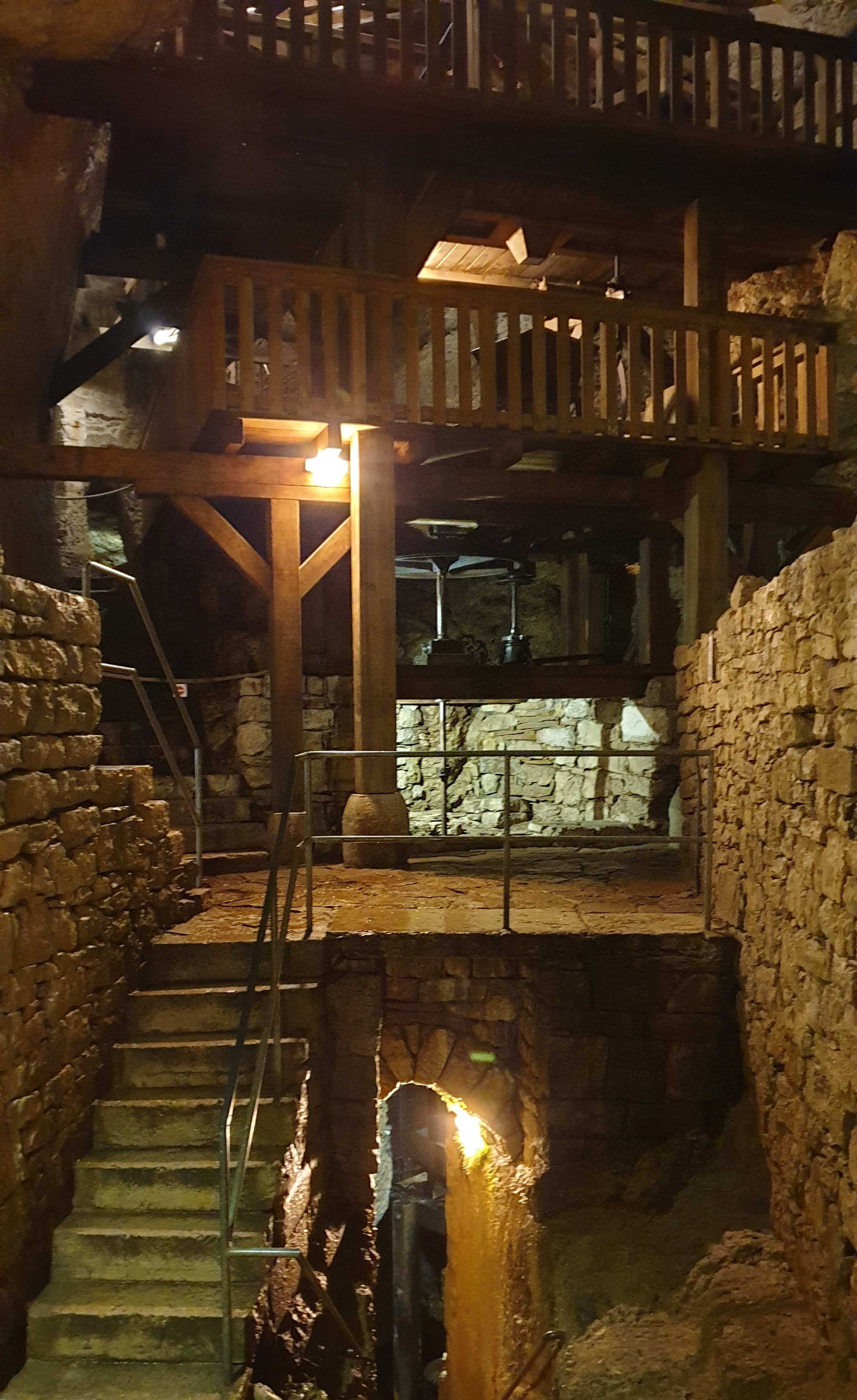
Unterirdische, über mehrere Etagen reichende Getreidemühle (2019)

Die Höhlenmühlen von Le Locle im Kanton Neuenburg in der Schweiz liegen zwei Kilometer westlich vom Zentrum von Le Locle unmittelbar an der Grenze zu Frankreich. Sie waren die einzigen unterirdischen Mühlen europaweit. Am Ende des 19. Jahrhunderts wurden sie stillgelegt und ein Jahrhundert später teilweise als Industriemuseum wieder in Betrieb genommen
Hier am Col des Roches wird das Tal des Bied von einem Bergrücken versperrt. Der Bied  floss ursprünglich in eine zerklüftete Höhle am Berghang hinein und verschwand in dessen Tiefe. Das Gefälle innerhalb der Höhle wurde in Wassermühlen genutzt. Heute wird der Bied in einem Kanal durch den Berg geführt und auf der anderen Seite in einem kleinen Wasserkraftwerk genutzt. Das zum Schau-Betrieb der Mühlen benötigte Wasser wird nach oben zurück gepumpt.

## Geschichte
Die Höhle wurde im 16. Jahrhundert für den Betrieb von  Horizontalmühlen erschlossen (erste urkundliche Erwähnung 1549). In der mehrstöckigen Kalksteinhöhle installierte man ein System von übereinander angeordneten Wasserrädern, die Mühlen, Dreschmaschinen und ein Sägewerk antrieben.
Nach dem Aufkommen der Elektrizität wurde die Anlage um 1890 in ein Schlachthaus umgewandelt. Die Höhle wurde als dessen Abfallgrube benutzt, denn das Wasser des Bied wurde in einem Kanal durch den Berg hindurch in ein neu gebautes Wasserkraftwerk umgeleitet.
1973 begannen passionierte Geschichts- und Höhlenforscher (die Müllerbruderschaft Confrérie des Meuniers du Col-des-Roches) die Anlage wieder herzustellen, wobei die Beseitigung des Schlachthausabfalls in der Höhle der größte Aufwand war. Seit dem  1. Juli 1987 ist die Höhle mit einigen wieder funktionstüchtigen alten Maschinen öffentlich  zugänglich.

## Museum
1992 wurde die Stiftung der unterirdischen Mühlen von Col-des-Roches gegründet, um die historische Dimension der Örtlichkeit in einer Ausstellung aufzuzeigen. Das sich über den unterirdischen Mühlen befindende Museum kann vor und nach dem Höhlenbesuch besichtigt werden.
Es illustriert die verschiedenen Tätigkeiten (Mahlen, Sägen, Stromerzeugung), die hier ausgeübt wurden sowie die Geschichte des Ortes, die Bedeutung des Wassers und die Auswirkungen der nahen französischen Grenze. Seit 2001 gibt es unter dem Thema Vom Korn zum Brot eine Dauerausstellung, die über die ergänzenden Bereiche Getreideanbau, Müllerei und Bäckerei informiert.